# Chrotoma dunniana
Chrotoma dunniana là một loài bọ cánh cứng trong họ Cerambycidae.